# Dinoplax validifossus
Dinoplax validifossus is een keverslakkensoort uit de familie van de Chaetopleuridae. De wetenschappelijke naam van de soort is voor het eerst geldig gepubliceerd in 1934 door Ashby.